# Григориј Речкалов
Григориј Андрејевич Речкалов (рус. Григо́рий Андре́евич Речка́лов; 9. фебруар 1920 – 20. децембар 1990) је био совјетски пилот-ловац током Другог светског рата. Два пута је проглашен за хероја Совјетског Савеза (24. маја 1943. и 1. јула 1944. године). Постигао је 56 ваздушних победа и учествовао је у обарању још 5 авиона.

## Детињство и младост
Рођен је 9. фебруара 1920. године у селу Кидакову, у сељачкој породици. По завршетку школе, ступио је у војску 1938. године. 1939. године завршио је војну пилотску школу у граду Перму. Првобитно му није било дозвољено да лети због дијагностикованог далтонизма, али је коначно 1941. године распоређен у 55. ловачки пук који је био стациониран у одеском војном округу.

## Ратна каријера
Речкалов је од самог почетка немачког напада учествовао у ваздушним борбама. Летео је изнад Молдавије у ловцу двокрилцу типа Поликарпов И-153, који је на репу носио плави број 13. У овом периоду обавио је 30 борбених летова и учествовао је у десет ваздушних борби. Своју прву ваздушну победу постигао је 27. јуна када је оборио немачки авион Хеншел Хс 126 источно од Бокша, у близини Скулена. 11. јула оборио је немачки двомоторни бомбардер Јункерс Ју 88, у близини Котовска. 26. јула 1941. године, у близини Дубасара, Речкалов је рањен у десну ногу ватром са земље. Успео је да се врати на аеродром и послат је на лечење. Након три операције и вишемесечног опоравка, лекари су му опет забранили да лети. Након бројних молби, у априлу 1942. године дозвољено му је да лети.
Током лета 1942. године 55. ловачки пук преименован је у 16. гардијски ловачки пук због изузетних заслуга у борби против непријатеља. 16. гардијски ловачки пук формацијски је припадао 216. ваздухопловној дивизији која је касније постала 9. гардијска ваздухопловна дивизија.
До краја 1942. године Речкалов је, летећи на ловачком авиону Јаковљев Јак-1, постигао још четири ваздушне победе и учествовао је у обарању два непријатељска авиона. Пред крај 1942. године његов ловачки пук пренаоружан је авионима америчке производње Бел П-39 Еракобра. У пролеће 1943. године 16. гардијски ловачки пук пребачен је на Севернокавкаски фронт, на реци Кубањ. 24. маја 1943. године Речкалов је одликован Орденом Златне звезде Хероја Совјетског Савеза за 12 постигнутих ваздушних победа (од којих 2 заједничке победе), које је постигао у 194 лета. У мају 1944. године Речкалов је преузео команду над 16. гардијским ловачким пуком. 
31. маја 1944. године Речкалов је предводио формацију совјетских ловаца против немачких Месершмита Ме 109, у бици изнад Јашија, која се завршила катастрофално по Совјете који су изгубили пет авиона П-39. Према званичним извештајима, Речкалов је кажњен зато што се упустио у самостално гоњење непријатељских ловаца уместо да командује формацијом коју је предводио.
По препоруци његових претпостављених Речкалова је на месту команданта 16. гардијског ловачког пука заменио Дмитриј Глинка, који је до тада командовао 100. гардијским ловачким пуком. Према Покришкину, Речкалов је смењен "због губитка контроле, неодлучности и недостатка иницијативе". Занимљиво је то што је Речкалов, пре него што је добио команду над пуком, летео као Покришкинов пратилац. Упркос његовом неуспеху, Речкалов је само два месеца након завршетка дисциплинског поступка, по други пут одликован орденом хероја Совјетског Савеза.
15. јула 1944. године Глинка је озбиљно повређен када је, приликом искакања из свог тешко оштећеног П-39, ударио у реп авиона. Уместо повређеног Глинке, команду над пуком преузео је Речкалов.
У фебруару 1945. године Речкалов је напустио положај команданта 16. гардијског ловачког пука и постављен је за инспектора летачке обуке у 9. гардијској ваздухопловној дивизији. До краја рата дивизија је била заслужна за 1.147 ваздшних победа и изнедрила је 31 хероја Совјетског Савеза.
Своју последњу борбу против Луфтвафе Речкалов је имао у априлу 1945. године, изнад Берлина, у авиону Лавочкин Ла-7.
Током 609 борбених летова које је обавио на авионима И-153 Чајка, Поликарпову И-16, Јаковљеву Јак-1 и П-39, сукобио се са непријатељем 122 пута. Иако је на почетку рата летео на авионима типа И-153 и МиГ-3, највећи број победа постигао је летећи на ловачком авиону П-39 америчке производње, које је САД послала као војну помоћ Совјетском Савезу у склопу Ленд-Лиз споразума.
Речкалов је био један од најуспешнијих ловачих асова који је летео на авиону П-39, са којим је постигао 44 ваздушне победе. Највећи број победа постигао је летећеи на два авиона: П-39Н број 42-8748 и П-39Ку-15 број 44-2547. Авиони П-39 који су коришћени у Совјетском ратном ваздухопловству имали су знатно боље перформансе на ниским и средњим висинама, у односу на руске авионе из тог времена. Речкалов, као и остали руски пилоти који су летели на П-39, је највећи број ваздушних победа остварио на малим и средњим висинама. Такође, ови авиони, па и авион на којем је летео Речкалов, претрпели су одређене модификације на терену, које су за циљ имале побољашање перформанси. Тако су са авиона скинути радио уређаји, спољашњи пар крилних митраљеза, оклоп са пилотске кабине као и друга непотребна опрема. Речкалов, који је био најуспешнији пилот-ловац по броју победа постигнутих у Другом светском рату на авиону П-39, сматрао је да је његов централно постављен топ од 20 mm, који је гађао кроз главчину елисе, био много прецизнији у односу на оруђе монитрано на крилима.

## После рата
1951. године дипломирао је на војној ваздухопловној академији у Монину. Командовао је пуком, а затим и различитим ваздухопловним дивизијама. 1957. године постављен је на место заменика команданта ловачке авијације Далеко-источне одбрамбене ваздухопловне амрије. 1959. године унапређен је у чин генерал-мајора Совјетског ратног ваздухопловства.
Написао је две књиге у којима је описао своја ратна искуства под називом "Задимљено ратно небо" (Dymnoe Nebo Voiny) и "На Молдавском небу" (V Nebe Moldavii). Речкалов је живео у Москви све до своје смрти, 20. децембра 1990. године.

## Одликовања и медаље
|  | Херој Совјетског Савеза (24. мај 1943. и 1. јул 1944) |
|  | Орден Лењина                                          |
|  | Орден Црвене заставе, четири пута                     |
|  | Орден Црвене звезде, два пута                         |
|  | Орден Патриотског рата I класе                        |
|  | Орден Александра Невског                              |